# Magical Mystery Tour (Album)
Magical Mystery Tour (englisch Magisch geheimnisvolle Reise) ist der Soundtrack zum gleichnamigen Fernsehfilm der Beatles. Die Musik zum Film erschien in Großbritannien auf einer Doppel-EP, die am 8. Dezember 1967 veröffentlicht wurde. In den USA erschien bereits am 27. November 1967 eine gleichnamige – um fünf Titel erweiterte – LP, hier war es ihr 15. Album. In Deutschland wurde das Album erst am 16. September 1971 veröffentlicht, hier war es einschließlich der Kompilationsalben deren 19. Album. In Großbritannien erschien das Album neun Jahre später als in den USA, am 19. November 1976.
Am 22. September 1987 wurde das Album Magical Mystery Tour in Europa erstmals auf CD veröffentlicht und gehört seitdem als einziges ursprünglich US-amerikanisches Album zum Kernkatalog der Beatles.

## Entstehung der EP
Die ersten Aufnahmen für den späteren Soundtrack des Films fanden bereits kurz nach Fertigstellung des Albums Sgt. Pepper’s Lonely Hearts Club Band statt. Basierend auf Paul McCartneys Konzept einer „geheimnisvollen Busreise durch England“ begann die Gruppe am 25. April 1967 in den Abbey Road Studios mit den Arbeiten am Titelstück Magical Mystery Tour. In den folgenden Tagen wurde die Arbeit an diesem Titel fortgesetzt. Nachdem Anfang Mai 1967 weitere Passagen aufgenommen worden waren und erste Abmischungen stattgefunden hatten, folgte eine längere Pause, bevor das nächste Lied des Soundtracks in Angriff genommen wurde.
John Lennon bemerkte zu der damaligen Rolle von Paul McCartney: „Paul fing an [die Rolle von Brian Epstein] zu übernehmen. ‚Jetzt werden wir einen Film drehen. Jetzt werden wir eine Platte machen.‘ Und er nahm an, dass, wenn er uns nicht zusammenrief, niemand je wieder eine Platte machen würde. Er kam rein mit ungefähr zwanzig guten Songs und sagte ‚Wir nehmen auf‘ und ich musste plötzlich einen verdammten Haufen Songs schreiben.“
Im Mai wurden unter anderen die Lieder All Together Now und It’s All Too Much aufgenommen, die später für den Zeichentrickfilm Yellow Submarine verwendet wurden. Im Juni 1967 stand neben der Veröffentlichung des Albums Sgt. Pepper’s Lonely Hearts Club Band auch die Aufnahme des Liedes All You Need Is Love an, das die Beatles am 25. Juni 1967 einem weltweiten Fernsehpublikum in der BBC-Sendung Our World mittels Satellit live vorstellten und am 7. Juli 1967 veröffentlicht wurde. Die Single wurde der 14. Nummer-eins-Hit in den USA, der 12. Nummer-eins-Hit in Großbritannien und der fünfte Nummer-eins-Hit in Deutschland.
Am 22. und 23. August 1967 fanden die ersten Aufnahmen für die McCartney-Komposition Your Mother Should Know statt. Da die Abbey Road Studios ausgebucht waren, wich die Gruppe in die Chappell Recording Studios aus. Auf Pattie Harrisons Anregung hin besuchten die Beatles am 24. August 1967 einen Vortrag des indischen Gurus Maharishi Mahesh Yogi, der in London für die Techniken der Transzendentalen Meditation warb. Die Gruppe wurde zu einem Einführungs-Wochenende nach Bangor eingeladen. Während des Kurses erhielten die Beatles die Nachricht, dass ihr Manager Brian Epstein am 27. August 1967 tot in seiner Wohnung aufgefunden worden war.

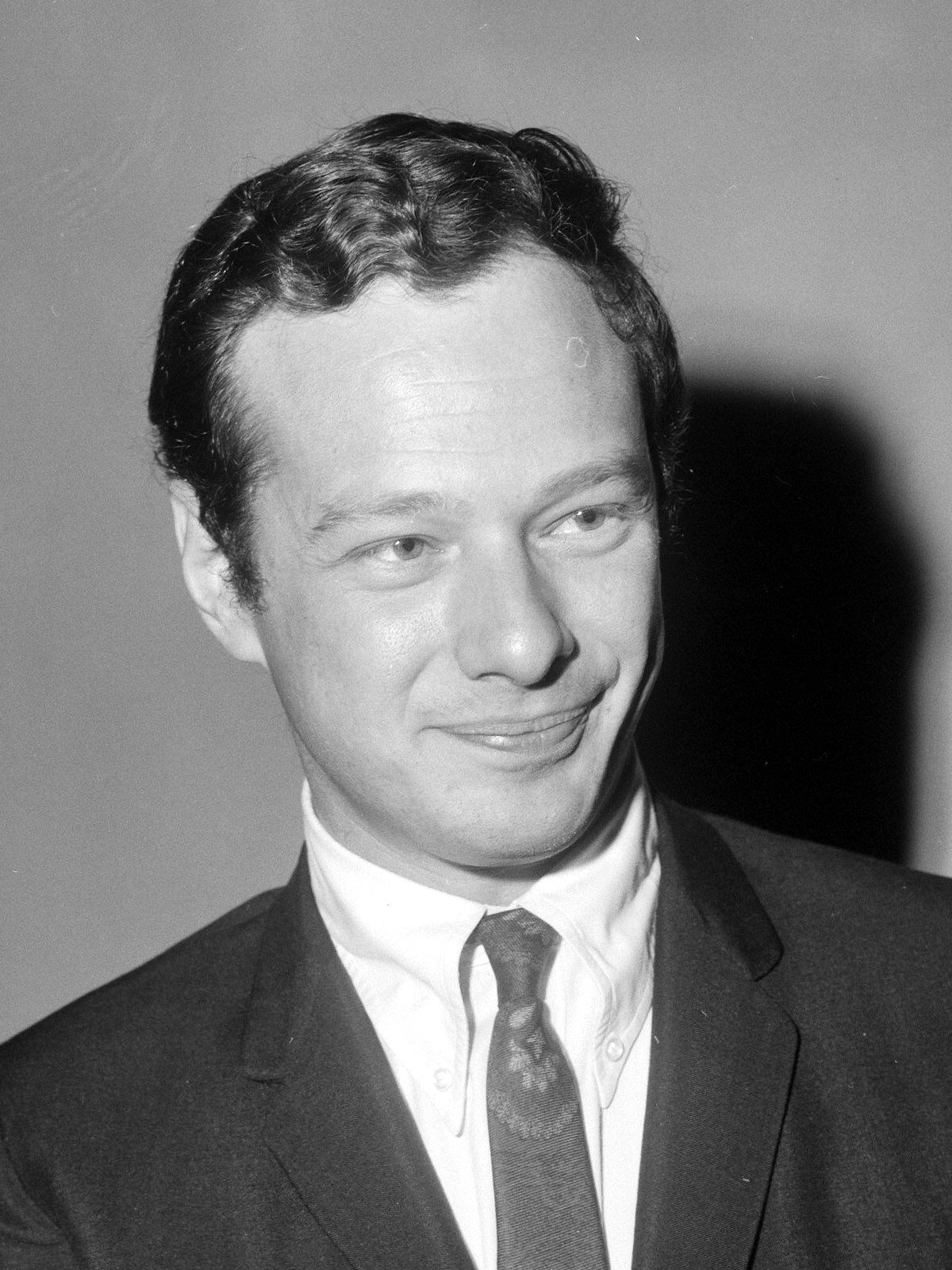
Brian Epstein, 1965

Die Gruppe traf sich am 1. September 1967, um über die weitere Zukunft der Beatles zu beraten. Eine Entscheidung, die getroffen wurde, war, den Film Magical Mystery Tour voranzutreiben.
Ringo Starr: „Brians Rolle im Verhältnis zu uns hatte sich geändert. Wir arbeiteten im Studio, wir nahmen eine Platte auf, und sie kam dann raus. Was blieb da für ihn noch zu tun?“
Paul McCartney: „So langsam wollten wir das Heft selbst in die Hand nehmen. Sogar bevor wir unsere eigene Plattenfirma Apple aufmachten, managten wir uns faktisch schon selbst.“

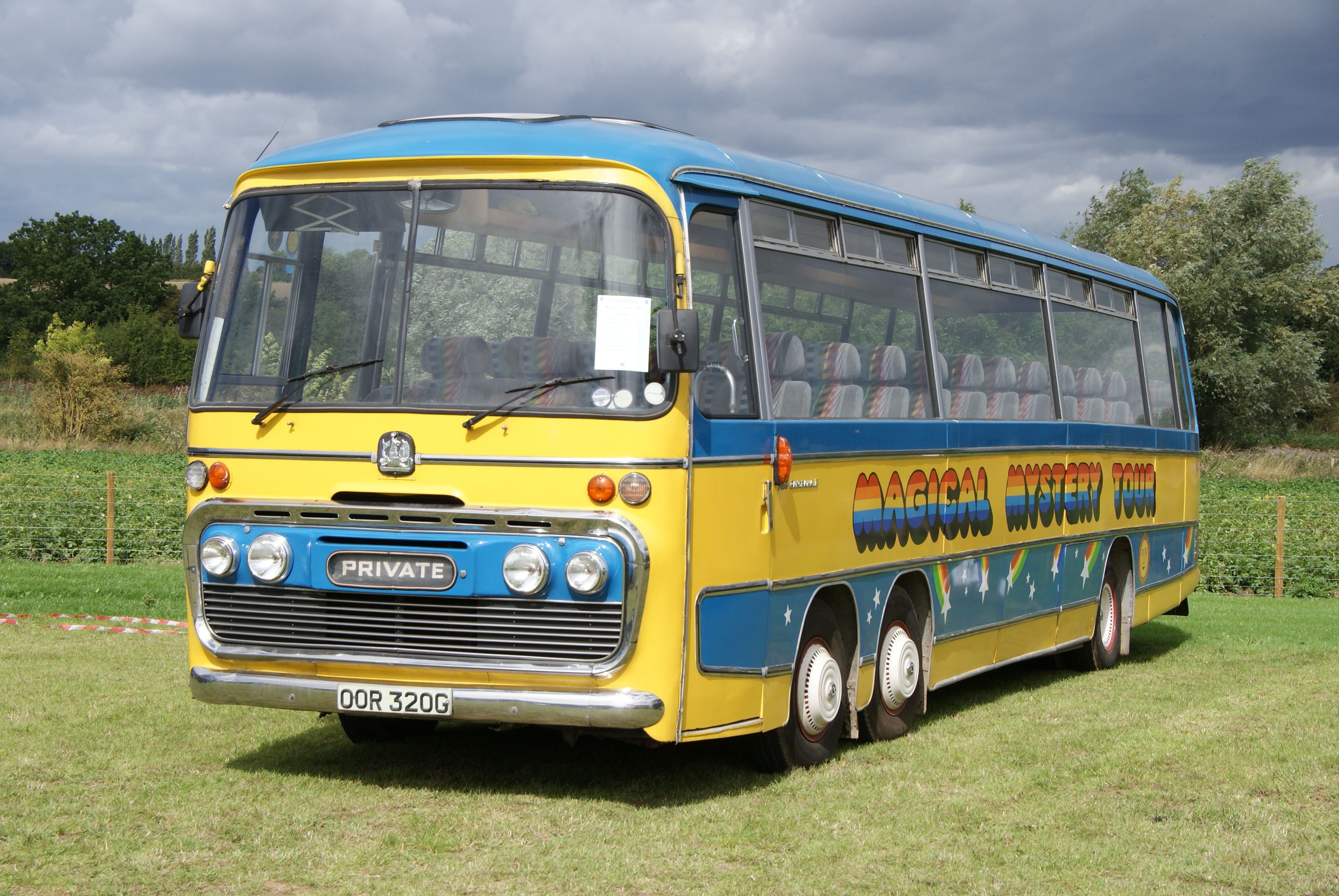
Reproduktion des Magical-Mystery-Tour-Busses

Am 5. und 6. September konzentrierte sich die Gruppe auf die Lennon-Komposition I Am the Walrus. Am 6. September wurde zudem Take 1 von Blue Jay Way aufgenommen, George Harrisons Beitrag zum Soundtrack. Am folgenden Tag wurde die Arbeit an diesem Lied fortgesetzt. Am 8. September nahm das Instrumentalstück Flying erste Gestalt an, das zu der Zeit noch den Arbeitstitel Aerial Tour Instrumental trug. Es wurde das erste veröffentlichte Instrumentallied der Beatles, als Komponisten wurden erstmals alle vier Beatles angegeben. Der 11. September 1967 markierte den eigentlichen Startpunkt für das Filmprojekt Magical Mystery Tour, den dritten Film der Beatles. Die psychedelische Komödie nach einer Idee von Paul McCartney entstand völlig ohne Drehbuch. McCartney übernahm weitgehend die Rolle des Regisseurs, was bei Lennon und Harrison teilweise für Verstimmungen sorgte.
Nach den Dreharbeiten kam die Gruppe am 26. und 27. September 1967 in die Aufnahmestudios in der Abbey Road, um die McCartney-Komposition The Fool on the Hill aufzunehmen. Damit war der Soundtrack im Prinzip fertig, es fanden in der Folgezeit allerdings noch verschiedene Overdubs an den meisten Stücken statt. Die Stereoabmischungen der Lieder erfolgte am 6. und 7. November 1967, die Monoabmischungen wurden während der Aufnahmesessions hergestellt.
Es wurden zwei weitere Instrumentalstücke während der Arbeiten am Soundtrack aufgenommen, die beide nicht auf dem Tonträger veröffentlicht wurden. Das erste Stück trug den Titel Shirley’s Wild Accordion und stammte von Lennon/McCartney. Eingespielt wurde es von den Akkordeonspielern Shirley Evans mit Ringo Starr und Paul McCartney. Das zweite Stück erhielt den Titel Jessie’s Dream. Als Komponisten wurden alle vier Beatles genannt. Dieses Lied wurde als Hintergrundmusik in einer der Traumsequenzen im Film verwendet.
George Martin bemerkte zu den Aufnahmen: „Während der Arbeit an Magical Mystery Tour war mir bewusst geworden, dass die Freiheit, die wir bei Pepper erzielt hatten, leicht extreme Ausmaße annahm und sie sich bei ziemlich vielen Aufnahmen nicht genügend zusammenrissen. Sie hatten irgendeine Grundidee, und dann haben sie einfach drauflos gejammt, und das Ergebnis war nicht immer überwältigend.“
Die Single-A-Seite Hello, Goodbye, die nicht auf der EP enthalten ist, erschien bereits am 24. November 1967, sie wurde der 15. Nummer-eins-Hit in den USA, der 13. Nummer-eins-Hit in Großbritannien und der sechste Nummer-eins-Hit in Deutschland.
Die Soundtrack-Doppel-EP Magical Mystery Tour erschien am 8. Dezember 1967 und war die dreizehnte und letzte EP der Beatles, die in Großbritannien während des Bestehens der Gruppe veröffentlicht wurde. Sie wurde auf Parlophone sowohl in Mono (Katalognummer MMT-1) als auch – als erste Beatles-EP – in Stereo (SMMT-1) veröffentlicht.
Die beste Position in der Single-Hitparade des NME war der zweite Platz – nach der Beatles-Single Hello, Goodbye / I Am the Walrus. In der Hitparade des Melody Maker erreichte die EP den ersten Platz, den sie vier Wochen hielt. Bis Januar 1968 wurden in Großbritannien 600.000 Exemplare der EP verkauft.
Am 26. Dezember 1967 hatte Magical Mystery Tour im BBC-Fernsehen Weltpremiere, um kurz darauf – als erster Misserfolg der Beatles – von Presse und Kritikern verrissen zu werden.

### Wiederveröffentlichungen
- Die EP Magical Mystery Tour wurde bis in die 1970er Jahre gepresst.
- Im Dezember 1981 erschien die EP als Teil des Boxsets The Beatles E.P.s Collection, das alle britischen EPs enthielt.
- Am 26. Mai 1992 erschien dieses Set mit dem leicht geänderten Titel The Beatles Compact Disc EP. Collection als CD-Ausgabe.

### Covergestaltung

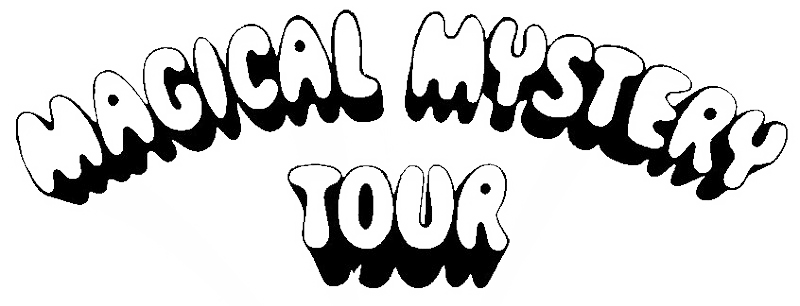
Logo

Das Foto des Klappcovers stammt von John Kelly wie auch die übrigen Fotos des 28-seitigen Begleitbuchs, in dem die Texte der Lieder enthalten sind und die von Bob Gibson illustrierte Geschichte von Magical Mystery Tour abgedruckt wurde. Die Texte der Geschichte im Begleitbuch stammen von Tony Barrow, dem Pressesprecher der Beatles, der auch das Buch zusammenstellte. Die Idee der Gesamtgestaltung stammt von Paul McCartney.

### Titelliste
EP 1
- Seite 1
  1. Magical Mystery Tour (Lennon/McCartney)
  2. Your Mother Should Know (Lennon/McCartney)
- Seite 2
  1. I Am the Walrus (‘No you’re not!’ said Little Nicola) (Lennon/McCartney)

EP 2
- Seite 1
  1. The Fool on the Hill (Lennon/McCartney)
  2. Flying (Lennon/McCartney/Harrison/Starkey)
- Seite 2
  1. Blue Jay Way (Harrison)

## Entstehung der LP
In den USA erschien Magical Mystery Tour als Langspielplatte. Die dortige Plattenfirma Capitol Records war mit einer EP-Veröffentlichung nicht einverstanden, da sich dieses Format nicht so gut verkaufte wie Beatles-Singles und -Alben. Die fehlenden Titel für eine Albumveröffentlichung waren schnell gefunden. Die sechs Stücke des Filmsoundtracks wurden durch vier Lieder ergänzt, die 1967 zuvor nur als Single erschienen waren: Strawberry Fields Forever / Penny Lane und All You Need Is Love / Baby You’re a Rich Man sowie Hello, Goodbye, die A-Seite der zeitgleich mit Magical Mystery Tour erschienenen Single. Somit enthält das Album drei US-amerikanische Nummer-eins-Hits, diese waren der 13., 14. und 15. Nummer-eins-Hit in den USA.
Die letzten Aufnahmen zum Album Sgt. Pepper’s Lonely Hearts Club Band zogen sich bis in den April 1967 hinein, gleich anschließend erfolgten die Aufnahmen zur EP zwischen dem 25. April und 2. November 1967; insgesamt wurden in dieser Zeit zwölf Lieder aufgenommen, sodass auch die Möglichkeit bestanden hätte, das Album komplett mit neuen Liedern zu bestücken. Die Aufnahmen erfolgten nicht mehr ausschließlich in den Abbey Road Studios; die Beatles wichen in die Olympic Studios, Chappell Studios und De Lane Lea Studios aus.

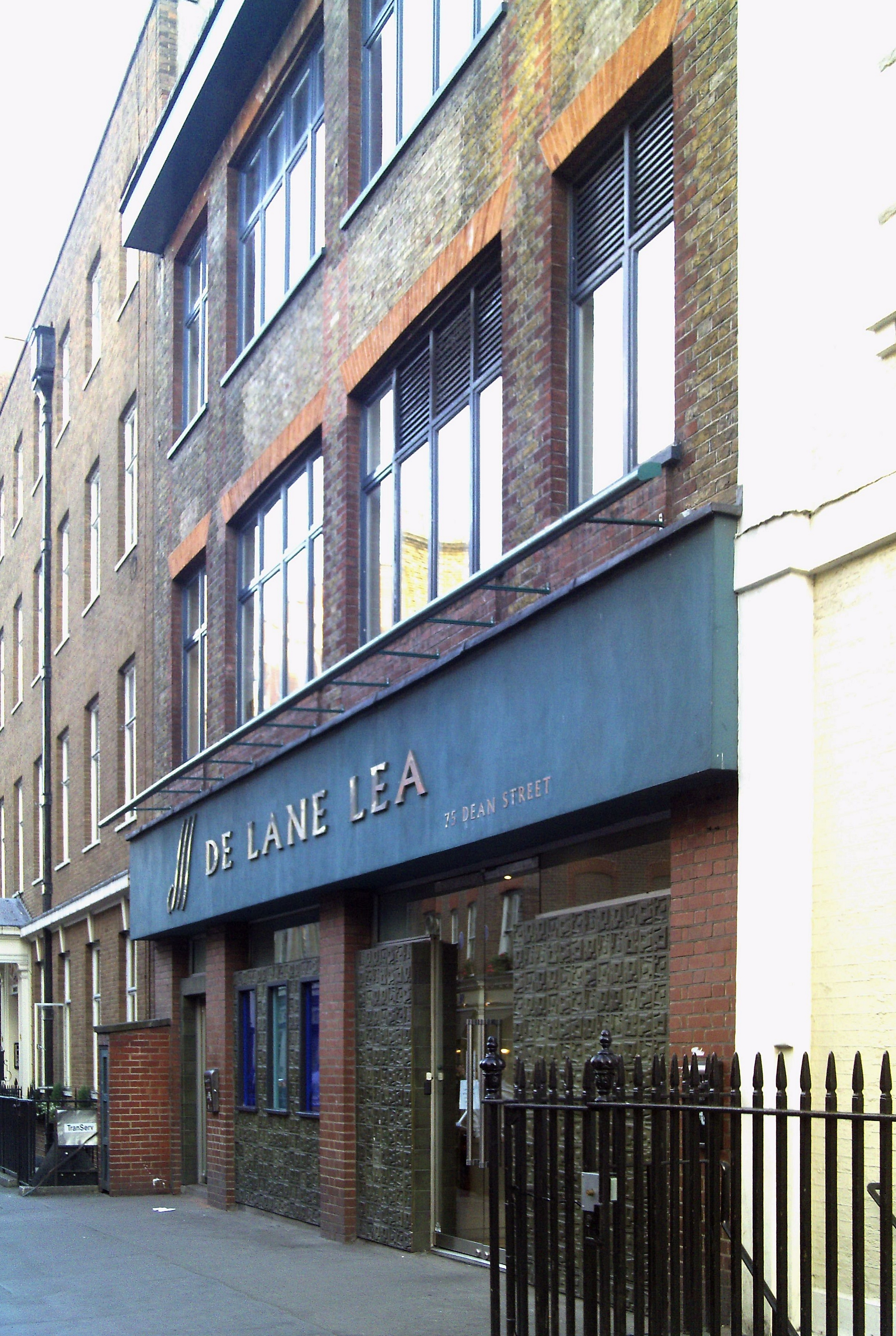
De Lane Lea Studios, London

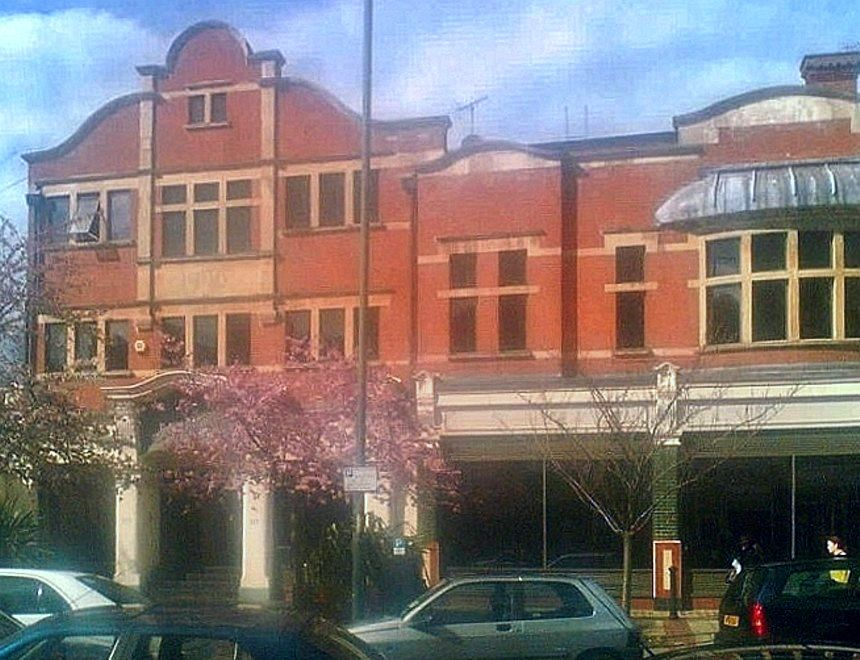
Olympic Studios in Barnes, London

All You Need Is Love (britische Single)

Das Konzept erwies sich als erfolgreich. Das Album erreichte den ersten Platz der US-Billboard-Charts und hielt diese Position für acht Wochen und war somit dort das elfte Nummer-eins-Album. Am 15. Dezember 1967 wurde das Album mit einer Goldenen Schallplatte ausgezeichnet. Bis Weihnachten 1967 waren bereits 1,5 Millionen Einheiten des Albums verkauft worden.
In Japan wurde das Album im Dezember 1968 in Stereo veröffentlicht, die Schallplatte wurde auch auf rotem Vinyl gepresst.
In Deutschland erschienen die Aufnahmen in der US-amerikanischen LP-Fassung erst am 16. September 1971 in einer Zusammenarbeit von Apple Records und der Hörzu-Schallplattenedition. Die erste Version der Langspielplatte beinhaltet noch Fake-Stereo-Versionen der Lieder Penny Lane, Baby You’re A Rich Man und All You Need Is Love. Am 30. September 1971 mischte George Martin Penny Lane in Stereo ab, am 22. Oktober 1971 folgte Baby You’re a Rich Man (eine Stereoabmischung von All You Need Is Love wurde am 29. Oktober 1968 hergestellt), am 26. Oktober 1971 wurde noch eine weitere Stereoabmischung von Strawberry Fields Forever hergestellt.
Deutsche Nachfolgepressungen des Albums übernahmen diese vier Stereoversionen. Diese Version stellt die weltweit erste tatsächliche Stereoveröffentlichung des Albums und der darauf enthaltenen Stücke dar, da für das US-amerikanische Stereoalbum die Stereoversionen der Lieder Penny Lane, Baby You’re a Rich Man und All You Need Is Love mittels eines künstlichen Stereoverfahrens aus den Monoabmischungen erstellt worden waren. Einzig das Lied I Am the Walrus war im letzten Teil (ab der Zeile: “Sitting in an English garden …”) auch auf dieser deutschen Veröffentlichung in künstlichem Stereo enthalten, was daran lag, dass während der Produktion des Stücks eine Aufnahme des Theaterstückes König Lear von William Shakespeare, die gerade von der BBC im Radio übertragen wurde, live und damit unwiederholbar in die Abmischung auf einer einzelnen Monomasterspur eingespielt worden war. Die echten Stereoabmischungen (mit dem halbkünstlichen I Am the Walrus) der deutschen Apple/Hörzu-Veröffentlichung bildeten die Grundlage für alle weiteren Stereoveröffentlichungen des Albums, einschließlich der weitverbreiteten CD-Version von 1987 und der remasterten Version aus dem Jahr 2009. I Am the Walrus wurde erst 2006 auf dem offiziellen Mashup-Album Love der Beatles vollständig in echtem Stereo veröffentlicht, da für die Produktion dieses Albums die originale King-Lear-Radioversion von der BBC zur Verfügung gestellt wurde.
In Großbritannien erschien das Album als US-amerikanische Version neun Jahre später als in den USA, am 19. November 1976, und konnte sich nicht in den britischen Charts platzieren. Das US-amerikanische Album Magical Mystery Tour wurde aber nach dem Erscheinen im Jahr 1967 nach Großbritannien exportiert, wo es im Januar 1968 auf Platz 31 der britischen Charts gelangte. Im Juli 2000 wurde das Album in den USA mit Multi-Platin für sechs Millionen verkaufte Exemplare ausgezeichnet.
John Lennon sagte abschließend über das Album: „Magical Mystery Tour ist eines meiner Lieblingsalben, weil es so verrückt war.“
Das Album wurde in den USA in einer Mono- und in einer Stereoversion veröffentlicht. Die Monoversion des Albums enthält längere Versionen der Lieder All You Need Is Love (15 Sekunden) und Baby You’re a Rich Man (neun Sekunden), hierbei wurden die Monoabmischungen der britischen Single übernommen.
In Großbritannien und Deutschland wurde das Album ausschließlich in der Stereoabmischung vertrieben.
Weitere – nicht verwendete – Aufnahmeversionen der Lieder I Am the Walrus, Your Mother Should Know, The Fool on the Hill und Hello, Goodbye befinden sich auf dem Album Anthology 2.

### Covergestaltung
Die Covergestaltung der US-amerikanischen LP orientierte sich im Wesentlichen an der britischen EP. Dem Album lag ein 24-seitiges Begleitheft bei, das eine vergrößerte Version des Begleitheftes der britischen EP war, allerdings ohne die Liedtexte der fünf Soundtracktitel. Die deutsche Schallplattenhülle hatte eine deutlich abweichende Covergestaltung.

### Titelliste
Seite 1
| Nr. | Lied                    | Autor                              | Leadgesang   | Länge Stereoversion | Länge Monoversion |
| --- | ----------------------- | ---------------------------------- | ------------ | ------------------- | ----------------- |
| 01  | Magical Mystery Tour    | Lennon/McCartney                   | McCartney    | 2:50                | 2:52              |
| 02  | The Fool on the Hill    | Lennon/McCartney                   | McCartney    | 2:59                | 3:00              |
| 03  | Flying                  | Lennon/McCartney/ Harrison/Starkey | Instrumental | 2:16                | 2:17              |
| 04  | Blue Jay Way            | Harrison                           | Harrison     | 3:55                | 3:57              |
| 05  | Your Mother Should Know | Lennon/McCartney                   | McCartney    | 2:28                | 2:31              |
| 06  | I Am the Walrus         | Lennon/McCartney                   | Lennon       | 4:36                | 4:36              |

Seite 2
| Nr. | Lied                      | Autor            | Leadgesang | Länge Stereoversion | Länge Monoversion |
| --- | ------------------------- | ---------------- | ---------- | ------------------- | ----------------- |
| 07  | Hello Goodbye             | Lennon/McCartney | McCartney  | 3:29                | 3:31              |
| 08  | Strawberry Fields Forever | Lennon/McCartney | Lennon     | 4:07                | 4:10              |
| 09  | Penny Lane                | Lennon/McCartney | McCartney  | 3:01                | 3:04              |
| 10  | Baby You’re a Rich Man    | Lennon/McCartney | Lennon     | 3:01                | 3:09              |
| 11  | All You Need Is Love      | Lennon/McCartney | Lennon     | 3:52                | 3:59              |

Die Längen der Lieder basieren jeweils auf den 2009er CD-Versionen.

### Wiederveröffentlichungen
- Im Mai 1979 erschien in Großbritannien das Album Magical Mystery Tour (Katalognummer: Parlophone PCTC 255) auf gelben Vinyl gepresst.[21]
- Am 21. September 1987 erfolgte die Erstveröffentlichung des Albums Magical Mystery Tour als CD ausschließlich in einer Stereoabmischung, die sich an den Abmischungen der deutschen LP orientierte. Das Mastering wurde neben George Martin vom Toningenieur der Abbey Road Studios Mike Jarrett überwacht. Der CD liegt ein achtseitiges bebildertes Begleitheft bei, das die fünf Liedtexte des Soundtracks beinhaltet.
- Am 9. September 2009 erschien das Album remastert in einer Stereoabmischung als CD und als Teil des The Beatles Stereo Box Sets. Die remasterte Monoversion wurde als Teil der Box The Beatles in Mono, ebenfalls seit 9. September 2009, erhältlich. Die Stereoversion der im Jahr 2009 wiederveröffentlichten CD wurde von Guy Massey und Steve Rooke, die Monoversion von Paul Hicks, Sean Magee und Guy Massey remastert. Während die Mono-CD der originalen LP-Version in der Covergestaltung nachempfunden wurde, wurde das aufklappbare CD-Pappcover der Stereoversion von Drew Lorimer neu gestaltet. Weiterhin beinhaltet die Stereo-CD ein 36-seitiges Begleitheft, welches das Begleitheft der britischen EP, die fünf Liedtexte des Soundtracks, Informationen zum Album von Kevin Howlett und Mike Heatley sowie Informationen zu den Aufnahmen von Allan Rouse und Kevin Howlett enthält. Die CD beinhaltet eine Dokumentation im QuickTime-Format, bestehend aus Videoausschnitten sowie modifizierten Bildern zu den Studiosessions; untermalt durch angespielte Musiktitel, Outtakes oder Studiogespräche des Albums.
- Die remasterte Stereo-Vinyl-Langspielplatte wurde im November 2012 mit dem The Beatles Remastered Vinyl Box Set, die remasterte Mono-Vinyl-Langspielplatte im September 2014 mit der Box The Beatles In Mono veröffentlicht.
- Die Erstveröffentlichung im Download-Format erfolgte am 16. November 2010 bei iTunes, ab dem 24. Dezember 2015 war das Album auch bei anderen Anbietern und bei Streaming-Diensten verfügbar.[22][23]

## Aufnahmedaten
Die Aufnahmen für das Album fanden zwischen dem 25. April und 2. November 1967 überwiegend in den Abbey Road Studios (Studio 1, 2 und 3), als auch in den Olympic Studios, den Chappell Studios und den De Lane Lea Studios, unter der Produktionsleitung von George Martin statt. Toningenieur der Aufnahmen war überwiegend Geoff Emerick, seine Assistenten waren Richard Lush und Ken Scott, der aber ebenfalls verantwortlicher Toningenieur bei einigen Aufnahmen war. Bei neun Liedern wirkten Gastmusiker mit.
| Nr. | Lied                                  | Aufnahmedaten                                   | Toningenieur                             | Studio                                           | Besetzung / Gastmusiker | Tonträger (Erstveröffentlichung)                                           |
| --- | ------------------------------------- | ----------------------------------------------- | ---------------------------------------- | ------------------------------------------------ | --- | -------------------------------------------------------------------------- |
| 01  | Magical Mystery Tour                  | 25. + 27. Apr. 1967 03. Mai 1967                | Geoff Emerick                            | Abbey Road Studio 3                              | - John Lennon: Akustikgitarre, Hintergrundgesang - Paul McCartney: Bass, Klavier, Gesang - George Harrison: Leadgitarre, Hintergrundgesang - Ringo Starr: Schlagzeug, Tamburin - Mal Evans: Tamburin - Neil Aspinall: Kuhglocke - David Mason, Elgar Howarth, Roy Copestake, John Wilbraham: Trompete | Magical Mystery Tour                                                       |
| 02  | 16-minütiger Instrumentaltitel        | 09. Mai 1967                                    | Geoff Emerick                            | Abbey Road Studio 2                              | - John Lennon: Leadgitarre (?) - Paul McCartney: Harmonium (?) - George Harrison: Leadgitarre - Ringo Starr: Schlagzeug | unveröffentlicht                                                           |
| 03  | Baby You’re a Rich Man                | 11. Mai 1967                                    | Keith Grant, Eddie Kramer                | Olympic Sound Studios                            | - John Lennon: Klavier, Clavioline, Gesang - Paul McCartney: Bass, Klavier, Hintergrundgesang - George Harrison: Leadgitarre, Hintergrundgesang - Ringo Starr: Schlagzeug, Tamburin, Maracas - Eddie Kramer: Vibraphon | Magical Mystery Tour, ursprünglich Single-B-Seite von All You Need Is Love |
| 04  | All Together Now                      | 12. Mai 1967                                    | Geoff Emerick                            | Abbey Road Studio 2                              | - John Lennon: Akustikgitarre, Ukulele, Mundharmonika, Händeklatschen, Hintergrundgesang - Paul McCartney: Bass, Akustikgitarre, Händeklatschen, Gesang - George Harrison: Hintergrundgesang, Händeklatschen - Ringo Starr: Schlagzeug, Zimbel, Händeklatschen | Yellow Submarine                                                           |
| 05  | You Know My Name (Look Up the Number) | 17. Mai 1967, 07. + 8. Juni 1967, 30. Apr. 1969 | Geoff Emerick                            | Abbey Road Studio 2 und 3                        | - John Lennon: Rhythmusgitarre, Maracas, Gesang - Paul McCartney: Bass, Klavier, Gesang - George Harrison: Leadgitarre, Vibraphon, Hintergrundgesang - Ringo Starr: Schlagzeug, Bongos, Gesang - Brian Jones: Saxofon | Single-B-Seite von Let It Be                                               |
| 06  | It’s All Too Much                     | 25. + 26. Mai 1967, 02. Juni 1967               | Dave Siddle, Mike Weighell               | De Lane Lea Studios, Kingsway                    | - John Lennon: Leadgitarre, Hintergrundgesang - Paul McCartney: Bass, Hintergrundgesang - George Harrison: Leadgitarre, Hammondorgel, Gesang - Ringo Starr: Schlagzeug, Tamburin - David Mason und drei nicht aufgeführte Musiker: Trompete - Paul Harvey: Klarinette | Yellow Submarine                                                           |
| 07  | All You Need Is Love                  | 14., 19., 23.–25. Juni 1967                     | Eddie Kramer, Geoff Emerick              | Olympic Sound Studios, Abbey Road Studio 1 und 3 | - John Lennon: Banjo, Cembalo, Gesang - Paul McCartney: Bass, Kontrabass, Hintergrundgesang - George Harrison: Leadgitarre, Geige, Hintergrundgesang - Ringo Starr: Schlagzeug - George Martin: Klavier - Sidney Sax, Patrick Halling, Eric Bowie, Jack Holmes: Geige - Rex Morris, Don Honeywill: Saxofon - Stanley Woods, David Mason:Trompete - Evan Watkins, Harry Spain: Posaune - Jack Emblow: Akkordeon - Mick Jagger, Keith Richards, Marianne Faithfull, Jane Asher, Mike McCartney, Pattie Harrison, Eric Clapton, Graham Nash, Keith Moon, Hunter Davies, Gary Leeds und weitere nicht aufgeführte Hintergrundsänger: Chor - Mike Vickers: Dirigent | Magical Mystery Tour, ursprünglich Single-A-Seite                          |
| 08  | Your Mother Should Know               | 22.–23. Aug. 1967, 16. + 29. Sept. 1967         | John Timperley, Geoff Emerick, Ken Scott | Chappell Studios, Abbey Road Studio 2 und 3      | - John Lennon: Orgel, Hintergrundgesang - Paul McCartney: Bass, Klavier, Gesang - George Harrison: Leadgitarre, Hintergrundgesang - Ringo Starr: Schlagzeug, Tamburin | Magical Mystery Tour                                                       |
| 09  | I Am the Walrus                       | 05. + 6., 27.–29. Sept. 1967                    | Geoff Emerick                            | Abbey Road Studio 1 und 2                        | - John Lennon: Elektrisches Klavier, Gesang - Paul McCartney: Bass, Hintergrundgesang - George Harrison: Leadgitarre, Hintergrundgesang - Ringo Starr: Schlagzeug - Sidney Sax, Jack Rothstein, Ralph Elman, Andrew McGee, Jack Greene, Louis Stevens, John Jezzard, Jack Richards: Geige - Lionel Ross, Eldon Fox, Bram Martin, Terry Weil: Cello - Gordeon Lewin: Klarinette - Neil Sanders, Tony Tunstall, Moris Miller: Waldhorn - The Mike Sammes Singers: Chor | Magical Mystery Tour                                                       |
| 10  | Blue Jay Way                          | 06. + 7. Sept. 1967, 06. Okt. 1967              | Geoff Emerick                            | Abbey Road Studio 2                              | - John Lennon: Hintergrundgesang - Paul McCartney: Bass, Hintergrundgesang - George Harrison: Hammondorgel, Gesang - Ringo Starr: Schlagzeug, Tamburin - Peter Willison: Cello | Magical Mystery Tour                                                       |
| 11  | Flying                                | 08. + 28. Sept. 1967                            | Geoff Emerick, Ken Scott                 | Abbey Road Studio 3 und 2                        | - John Lennon: Orgel, Mellotron, Chorgesang - Paul McCartney: Bass, Chorgesang - George Harrison: Leadgitarre, Chorgesang - Ringo Starr: Schlagzeug, Maracas, Chorgesang | Magical Mystery Tour                                                       |
| 12  | The Fool on the Hill                  | 25.–27. Sept. 1967, 20. Okt. 1967               | Ken Scott                                | Abbey Road Studio 2                              | - John Lennon: Mundharmonika, Maultrommel (nicht bestätigt), Gesang - Paul McCartney: Bass, Akustikgitarre, Klavier, Blockflöte, Gesang - George Harrison: Akustische Gitarre, Mundharmonika - Ringo Starr: Schlagzeug, Maracas, Zimbel - Christopher Taylor, Richard Taylor, Jack Ellory: Flöte | Magical Mystery Tour                                                       |
| 13  | Hello Goodbye                         | 02., 19., 25. Okt. 1967, 02. Nov. 1967          | Geoff Emerick, Ken Scott                 | Abbey Road Studio 1 und 2                        | - John Lennon: Leadgitarre, Orgel, Hintergrundgesang - Paul McCartney: Bass, Klavier, Bongos, Conga, Gesang - George Harrison: Leadgitarre, Hintergrundgesang - Ringo Starr: Schlagzeug, Tamburin, Maracas - Kenneth Essex, Leo Birnbaum: Bratsche | Magical Mystery Tour                                                       |
| 14  | Shirley’s Wild Accordion              | 12. Okt. 1967                                   | John Lennon, Ken Scott                   | De Lane Lea Studios, Kingsway                    | - Shirley Evans: Akkordeon - Paul McCartney: Maracas, Hintergrundgesang - Ringo Starr: Schlagzeug | Magical Mystery Tour-Film                                                  |
| 15  | Christmas Time (Is Here Again)        | 28. Nov. 1967                                   | George Martin, Geoff Emerick             | Abbey Road Studio 3                              | - John Lennon: Basstrommel, Sprache, Gesang - Paul McCartney: Klavier, Sprache, Gesang - George Harrison: Akustikgitarre, Sprache, Gesang - Ringo Starr: Schlagzeug, Sprache, Gesang - Victor Spinetti: Sprache - George Martin: Sprache | Flexi-Disk für Beatles-Fanclub-Mitglieder                                  |

Übernommene Lieder aus vorgehenden Aufnahmesessions:
| Nummer | Lied                      | Aufnahmedaten                                              | Studio                    | Besetzung / Gastmusiker | Tonträger (Erstveröffentlichung) |
| ------ | ------------------------- | ---------------------------------------------------------- | ------------------------- | --- | -------------------------------- |
| 01     | Strawberry Fields Forever | 24., 28., 29. Nov. 1966, 08., 9., 15., 21. + 22. Dez. 1966 | Abbey Road Studio 2       | - John Lennon: Akustikgitarre, Bongos, Mellotron, Gesang - Paul McCartney: Bass, Leadgitarre, Bongos, Mellotron, Pauke - George Harrison: Leadgitarre, Pauke, Swarmandal, Maracas - Ringo Starr: Schlagzeug, Perkussion - Mal Evans: Tamburin - Neil Aspinall: Guiro - Terry Doran: Maracas - Tony Fisher, Greg Bowen, Derek Watkins, Stanley Roderick: Trompete - John Hall, Derek Simpson, Norman Jones: Cello                                                                  | Single-A-Seite                   |
| 02     | Penny Lane                | 29. + 30. Dez. 1966, 04.–6., 10., 12. + 17. Jan. 1967      | Abbey Road Studio 2 und 3 | - John Lennon: Rhythmusgitarre, Klavier, Conga, Hintergrundgesang - Paul McCartney: Bass, Klavier, Harmonium, Tamburin, Gesang - George Harrison: Leadgitarre, Hintergrundgesang - Ringo Starr: Schlagzeug, Handglocke - George Martin:Klavier - Ray Swinfield, P. Goody, Manny Winters, Dennis Walton: Flöte - David Mason, Leon Calvert, Freddy Clayton, Bert Courrtley, Duncan Campbell: Trompete und Flügelhorn - Dick Morgan, Mike Winfield: Oboe - Frank Clarke: Kontrabass | Single-A-Seite                   |

## Chartplatzierungen der Extended Play (EP)
| EP                   | EP | Datum der Veröffentlichung | Datum der Veröffentlichung | Datum der Veröffentlichung | Beste Charts-Platzierung | Beste Charts-Platzierung | Beste Charts-Platzierung | Label Katalognr.                        | Label Katalognr. | Label Katalognr. |
| Titel                | Lieder A-Seite / B-Seite                                                                                               | GB                         | US                         | DE                         | GB                       | US                       | DE                       | GB                                      | US               | DE               |
| -------------------- | --- | -------------------------- | -------------------------- | -------------------------- | ------------------------ | ------------------------ | ------------------------ | --------------------------------------- | ---------------- | ---------------- |
| Magical Mystery Tour | EP1: Magical Mystery Tour; Your Mother Should Know / I Am the Walrus; EP2: The Fool on the Hill; Flying / Blue Jay Way | 8. Dez. 1967               | –                          | Dez. 1967                  | 2                        | n. v.                    | –                        | Parlophone MMT-1 (Mono) SMMT-1 (Stereo) | –                | Odeon 39501/2    |

## Chartplatzierungen des Albums
| Album                                            | Album                                                                         | Datum der Veröffentlichung | Datum der Veröffentlichung | Datum der Veröffentlichung | Beste Charts-Platzierung           | Beste Charts-Platzierung | Beste Charts-Platzierung | Label Katalognr.         | Label Katalognr.                           | Label Katalognr.          |
| Typ                                              | Titel                                                                         | GB                         | US                         | DE                         | GB                                 | US                       | DE                       | GB                       | US                                         | DE                        |
| ------------------------------------------------ | ----------------------------------------------------------------------------- | -------------------------- | -------------------------- | -------------------------- | ---------------------------------- | ------------------------ | ------------------------ | ------------------------ | ------------------------------------------ | ------------------------- |
| Kompilation                                      | Magical Mystery Tour in Großbritannien und Deutschland zunächst als Doppel-EP | 19. Nov. 1976              | 27. Nov. 1967              | 16. Sep. 1971              | 31 (Januar 1968, durch US-Importe) | 1                        | –                        | Parlophone PCTC 255      | Capitol MAL 2835 (Mono) SMAL 2835 (Stereo) | HÖR ZU Elektrola SHZE 327 |
| Kompilation CD-Erstveröffentlichung              | Magical Mystery Tour                                                          | 22. Sep. 1987              | 1. Juli 1988               | Sep. 1987                  | 52                                 | 163                      | –                        | Parlophone CDP 7 48062 2 | Capitol CDP 7 48062 2                      | EMI CDP 7 48062 2         |
| Kompilation Remasterte CD-Wiederveröffentlichung | Magical Mystery Tour                                                          | 9. Sep. 2009               | 9. Sep. 2009               | 9. Sep. 2009               | 33                                 | –                        | 100                      | Apple/EMI 3824652        | Apple/Capitol 3824652                      | Apple/EMI 3824652         |

## Single-Auskopplungen
| Single                                        | Datum der Veröffentlichung | Datum der Veröffentlichung | Datum der Veröffentlichung | Beste Charts-Platzierung | Beste Charts-Platzierung | Beste Charts-Platzierung | Label Katalognr. | Label Katalognr. | Label Katalognr. |
| A-Seite / B-Seite                             | GB                         | US                         | DE                         | GB                       | US                       | DE                       | GB               | US               | DE               |
| --------------------------------------------- | -------------------------- | -------------------------- | -------------------------- | ------------------------ | ------------------------ | ------------------------ | ---------------- | ---------------- | ---------------- |
| Penny Lane / Strawberry Fields Forever        | 17. Feb. 1967              | 13. Feb. 1967              | 17. Feb. 1967              | 02                       | 01 / 08                  | 01                       | Parlophone R5570 | Capitol 5810     | Odeon O 23 436   |
| All You Need Is Love / Baby You’re a Rich Man | 7. Juli 1967               | 17. Juli 1967              | 7. Juli 1967               | 01                       | 01 / 34                  | 01                       | Parlophone R5620 | Capitol 5964     | Odeon O 23 560   |
| Hello, Goodbye / I Am the Walrus              | 24. Nov. 1967              | 27. Nov. 1967              | 24. Nov. 1967              | 01                       | 01 / 56                  | 01                       | Parlophone R5655 | Capitol 2056     | Odeon O 23 660   |

## Verkaufszahlen und Auszeichnungen
| Land/Region                  | Auszeichnungen für Musikverkäufe (Land/Region, Auszeichnung, Verkäufe) | Verkäufe                             |
| ---------------------------- | ---------------------------------------------------------------------- | ------------------------------------ |
| Argentinien (CAPIF)          | Gold                                                                   | 30.000                               |
| Australien (ARIA)            | Platin                                                                 | 70.000                               |
| Kanada (MC)                  | 4× Platin                                                              | 400.000                              |
| Neuseeland (RMNZ)            | Gold                                                                   | 7.500                                |
| Vereinigte Staaten (RIAA)    | 6× Platin                                                              | 6.000.000                            |
| Vereinigtes Königreich (BPI) | Platin (Original) · + Gold (Reissue)                                   | 600.000 (Original) 100.000 (Reissue) |
| Insgesamt                    | 3× Gold · 12× Platin ·                                                 | 7.207.500                            |